# Почерк
По́черк (нáчерк) — індивідуальна манера письма заснована на його письмово-руховій навичці система рухів, за допомогою якої виконуються умовні графічні знаки.
На формування почерку величезний вплив роблять різні фактори як суб'єктивного, так й об'єктивного плану. Суб'єктивні властиві конкретної особистості пишучого, а об'єктивні залежать від зовнішніх умов, у яких протікає процес письма.
Дослідження рукописних текстів звичайно відбувається в рамках криміналістичного дослідження документів (графологія).
У іншому значенні почерк — певна манера, характерний стиль виконання якої-небудь роботи. 

## Почерк відомих людей
Почерк відомих людей може викликати інтерес суспільства. Іноді на базі почерку відомої людини створюють шрифт. 
- Почерк Тараса Григоровича Шевченка